# Arne Isacsson
Carl Arne Isacsson, född 21 mars 1917 i Ronneby, Blekinge län, död 25 september 2010 i Gerlesborg, Bohuslän, var en svensk konstnär, författare och professor. Han var en av Sveriges mest kända akvarellister och konstpedagoger, samt grundare av Gerlesborgsskolan 1944.
Arne Isacssons välrepresenterade konstnärskap utforskade bland annat färgpigmentens egenskaper i rikliga vattenmängder.

## Biografi
Arne Isacssons farföräldrar hade utvandrat från Dalsland till South Bend, Indiana, Förenta staterna, men återvände i slutet av 1800-talet. Fadern tog värvning men hade återgått till en tjänst som brukstjänsteman i Ronneby i samband med Arne Isacssons födelse. Några år senare flyttade familjen till Södermalm i Stockholm och 1930 till Göteborg där Arne Isacsson tog studenten 1935.
Han var elev för konstnären Otte Sköld 1944–1946. Somrarna tillbringade Arne Isacsson i Dalsland och där kom han i kontakt med konstnärerna Georg Suttner och Algot Galle. Tillsammans med Carleinar Tellwe och Lizzie Olsson-Arle bildade de Bengtsforsgruppen.
Arne Isacsson var upphovsman till tekniken akvarellmonotypi och använde den bland annat i collage som laminerades mellan glasskivor. Han finns representerad på bland andra Nationalmuseum med ett porträtt av Vilhelm Moberg, Statens porträttsamling på Gripsholm, Sveriges riksdag, Centre Culturel Suédois i Paris och Göteborgs konstmuseum. Isacsson samarbetade även med Pål Svensson om skulpturerna Pålarne i Fjällbacka och Sote märke i Kungshamn.
Arne Isacsson blev känd som grundare av Gerlesborgsskolan i Gerlesborg (1944), så småningom med filial i Stockholm (1948) och Provence (1958), samt utnämndes till professor i akvarellteknik 1983.
År 2004 utkom biografin Arne Isacsson: nedslag i ett konstnärskap av Gertrud Gidlund och Göran Gustafsson. 2008 kom en rikt illustrerad licentiatavhandling: Arne Isacsson - konstnär pedagog folkbildare av Anita Midbjer vid Umeå universitet.
Arne Isacsson var 1947–1958 gift med läraren Kerstin Renqvist (1922–2009), syster till konstnären Torsten Renqvist, 1958–1965 med skådespelaren Mona Dan-Bergman (1927–1992) och 1966 till sin död med konstnären Margareta Blomberg (född 1943). Bland barnen märks svensk-kanadensiske filmaren Magnus Isacsson (1948–2012) från första äktenskapet. Arne Isacsson är begravd på Laxarby kyrkogård.

## Offentliga verk
- Pålarne, grå och röd bohusgranit med glaslaminerade akvareller, 2009, utanför Fjällbacka kyrka (tillsammans med Pål Svensson)
- Sote märke, röd bohusgranit med glaslaminerade akvareller, 2009, Ångbåtskajen i Kungshamn (tillsammans med Pål Svensson)

## Utmärkelser
Isacsson erhöll Kungliga Svea Livgardes förtjänsttecken av kung Gustaf VI Adolf 1970. 1999 mottog han Illis Quorum. Samma år var han mottagare av Dalslandsmedaljen. Utnämnd till filosofie hedersdoktor vid Umeå universitet 2004.

## Representerad
- Nationalmuseum[5]
- Statens Porträttsamling på Gripsholm
- Statens konstråd
- Göteborgs konstmuseum[12]
- Bohusläns Museum
- Dalslands Konstmuseum
- Centre Culturel Suédois i Paris
- Nordiska akvarellmuseet[13]